# David Essex
David Essex, właśc. David Albert Cook (ur. 23 lipca 1947 w Londynie) – brytyjski piosenkarz, kompozytor i aktor. Jego szczyt sławy scenicznej przypadł na lata siedemdziesiąte XX wieku, gdy był jedną z popularniejszych postaci brytyjskiej estrady. Wystąpił m.in. w musicalach "Godspell" i "Evita" oraz filmach "That'll Be The Day" i "Stardust". Największe wylansowane przeboje: "Rock On" (1973), "Gonna Make You A Star" (1974), "Hold Me Close" – (1975), "Oh What A Circus" (1978).
Odznaczony Orderem Imperium Brytyjskiego IV klasy (OBE).

## Dyskografia

### Single
- 1970 – A Dog's Life
- 1973 – Rock On
- 1973 – Lamplight
- 1973 – America
- 1974 – I'm Gonna Make You A Star
- 1974 – Stardust
- 1974 – If I Could
- 1975 – Rolling Stone
- 1975 – Hold Me Close
- 1976 – Out On The Street
- 1977 – Cool Out Tonight
- 1978 – Oh What A Circus
- 1980 – Silver Dream Machine
- 1980 – Hot Love
- 1982 – A Winter's Tale
- 1983 – Tahiti

### Albumy
- 1973 – Rock On
- 1974 – David Essex
- 1975 – All The Fun Of The Fair
- 1976 – On Stage
- 1976 – On Tour
- 1977 – Gold And Ivory
- 1979 – Hold Me Close
- 1979 – Imperial Wizard
- 1980 – Silver Dream Racer